# TrueNAS
TrueNAS (anteriormente denominado FreeNas) es un sistema operativo basado en FreeBSD que proporciona servicios de almacenamiento en red. NAS son las siglas en inglés de Almacenamiento Conectado en Red (Network Attached Storage).
Este sistema operativo gratuito, open-source y software libre (basado en licencia BSD) permite convertir una computadora personal en un soporte de almacenamiento accesible desde red, por ejemplo para almacenamientos masivos de información, música, backups, etc.

## Principales características
- Reducido tamaño en disco (577 MB) .
- Fácil instalación.
- Fácil administración remota, mediante páginas web accesibles desde cualquier computadora en red con un navegador.
- No es necesario tener conectado monitor ni teclado para su operación.
- Puede ser instalado en disco duro, USB Key, o tarjeta CompactFlash.
- RAID Hardware y Software

Por su poco requerimiento de almacenamiento, puede ser instalado en un dispositivo de memoria extraíble como Compact Flash, Memorias USB o disco duro.
Fue creado con el fin de simplificar la administración y mantenimiento de los servidores de archivos, además porque los servidores actuales carecían de escalabilidad, confiabilidad, disponibilidad y funcionamiento. Tiene a su favor la facilidad de uso, proporciona datos heterogéneos y permite a las organizaciones automatizar y simplificar el mantenimiento de los datos.

## Requisitos mínimos de hardware
Estas especificaciones bastarán para que una pequeña instalación funcione de forma fiable con un rendimiento moderado para algunos usuarios:
- Procesador de 64 bits
- 8 GB de Boot Drive/USB (o 10 GB para utilizar los 2 GB extras como Espacio de intercambio de archivos)
- 8 GB de RAM
- Al menos 1 disco conectado directamente
- Un puerto de red física

Ya no es compatible con hardware de 32 bits. La última versión con soporte de hardware de 32 bits fue FreeNAS 9.2.1.9 (29 de septiembre de 2014).
Las implementaciones en hardware de 32 bits utilizando UFS tenían requisitos de hardware más bajos, con un dispositivo de arranque de 4 GB de espacio y 4 GB de RAM.

## Servicios que proporciona
- Controlador de Dominio
- DNS dinámica
- CIFS (Samba)
- NFS
- FTP
- SSH
- RSYNC
- AFP
- iSCSI protocols
- S.M.A.R.T.
- Autenticación de usuarios
- RAID por software

## Lenguajes
| Lenguaje     | Porcentaje    |
| ------------ | ------------- |
| PHP          | 72 %          |
| HTML         | 17 %          |
| JavaScript   | 6 %           |
| Shell script | 4 %           |
| XML          | Menos del 1 % |
| CSS          | Menos del 1 % |

### Historial
- 2017: Distribution Release: FreeNAS 11
- 2016: Distribution Release: FreeNAS 9.10
- 2014: Distribution Release: FreeNAS 9.2 y 9.3
- 2013: Distribution Release: FreeNAS 8.3
- 2012: Distribution Release: FreeNAS 8.2
- 2011-05-02: Distribution Release: FreeNAS 0.8
- 2009-11-06: Distribution Release: FreeNAS 0.7
- 2009-01-17: BSD Release: FreeNAS 0.69
- 2008
- 2007
- 2006-11-19: BSD Release: FreeNAS 0.68
- 2006-07-02: BSD Release: FreeNAS 0.67
- 2006-04-19: BSD Release: FreeNAS 0.66
- 2006-04-06: Distribution Release: FreeNAS 0.65
- 2005: La primera versión alfa de FreeNAS está disponible como un archivo ISO en SourceForge

## Historia
El proyecto fue iniciado por Oliver Cochard el cual ha tomado porciones de m0n0wall tanto de la documentación como del código fuente.  Aún ahora el equipo de desarrollo es muy pequeño y las actualizaciones, soporte de hardware, traducciones, corrección de errores, etc, son muy demoradas, pero se espera que los usuarios sean pacientes mientras se solucionan todos los problemas.
No se sabe aun cuando se liberará la primera versión la 1.0, ni el equipo de desarrolladores se atreve a decir una fecha, lo que si piden es colaboración y que se sumen al proyecto más desarrolladores.[cita requerida] FreeNAS está en sus fases iniciales, sin embargo, ya es usable y con sólo 16 megas de disco pone en marcha un sistema de NAS.
En 2010 iXsystems se hizo cargo de desarrollo.
Mayo de 2011: FreeNAS 8.0 se libera. Se trata de una base de código completamente reescrito con un nuevo WebGUI.
En 2013 se lanza FreeNAS 8.3. Incorpora cifrado ZFS.
En 2014 se lanza FreeNAS 9.2 y 9.3 con un gestor de volúmenes nuevo, nuevas características de virtualización, y asistente de configuración. Este año también marcó el final de UFS y del soporte a 32 bits.